# La Femme au chien
La Femme au chien ou Femme avec un chien est une peinture réalisée à l'huile sur toile par l'artiste rococo Jean-Honoré Fragonard en 1769 dans sa série des Portraits de fantaisie. Le tableau est conservé au Metropolitan Museum of Art de New York.

## Description
La Femme au chien appartient à la série des Portraits de fantaisie de Fragonard, des œuvres souvent peintes en une heure, démontrant la virtuosité de l'artiste. Ici, la coiffure, les perles ou les couleurs bleu et rose correspondent bien au style rococo, mais la robe est de style XVIe / XVIIe siècle et a été comparée aux portraits de Marie de Médicis ou d'Anne d'Autriche par Rubens, que Fragonard a vus dans les collections royales françaises. Le chien et la femme ont des traits bouclés similaires, contrastant avec leurs tailles très différentes dans une juxtaposition humoristique. Le chien semble fixer la femme et sa parure, tandis que la femme regarde le spectateur avec une expression effrontée et des joues rouges. On pensait à l'origine que le modèle était la sœur ou la tante de Fragonard, mais elle a récemment été identifiée comme étant Marie Émilie Coignet de Courson.

## Sources
- (en) Cet article est partiellement ou en totalité issu de l’article de Wikipédia en anglais intitulé « The Woman With A Dog » (voir la liste des auteurs).

1. ↑  « 1769 – Jean Honore Fragonard, A Woman With a Dog | Fashion History Timeline », fashionhistory.fitnyc.edu (consulté le 15 mars 2024).
2. ↑  « A Woman with a Dog by Jean-Honoré Fragonard », www.thehistoryofart.org (consulté le 15 mars 2024).